# ویتون (مریلند)
ویتون (به انگلیسی: Wheaton) یک منطقهٔ مسکونی در ایالات متحده آمریکا است که در شهرستان مونتگومری، مریلند واقع شده‌است. ویتون ۴۸٬۲۸۴ نفر جمعیت دارد و ۱۱۷٫۹۶ متر بالاتر از سطح دریا واقع شده‌است.